# Wilhelm Kuenburg
Wilhelm Kaspar Ludwig Graf Kuenburg, Freiherr zu Künegg, Tamsweg und Neukirchen (* 26. August 1800; † 18. April 1870 in Graz) war ein österreichischer Titulargraf und Politiker aus der älteren, Prunseer Linie des Adelsgeschlechtes Kuenburg.

## Leben
Graf Kuenburg war der älteste Sohn von Alois Graf Kuenburg (* 21. November 1775; † 28. September 1839) und dessen Ehefrau Franziska geborene Freiin von von Dienersberg. Er heiratete am 8. September 1830 Maria Theresia Gräfin Goëss (* 22. Juli 1809). Er wurde k.k. Kämmerer und Landstand in Österreich, Steiermark und Kärnten. Er war Besitzer der Herrschaften Gleinstätten, Kopreinigg, Waldschach, Welsberg und Ottersbach.
In der Revolution von 1848/1849 im Kaisertum Österreich wurde er als einer der Salzburger Vertreter in den Ständischen Zentralausschuss gewählt, der die Pillersdorfsche Verfassung entwarf.
Nach der Einrichtung der Landtage im Jahr 1861 war er in der ersten Wahlperiode Abgeordneter im Steiermärkischen Landtag.